# Berlești (gmina)
Berlești – gmina w Rumunii, w okręgu Gorj. Obejmuje miejscowości Bârzeiu, Berlești, Gâlcești, Lihulești, Pârâu Viu, Scrada i Scurtu. W 2011 roku liczyła 2149 mieszkańców.